# Hippolyte Minier
Pour les articles homonymes, voir Minier.
Pierre-Hippolyte Minier, né le 21 juin 1813 à Bordeaux où il est mort le 21 juin 1904, est un poète, dramaturge et satiriste français.

## Biographie
Arrière-petit-cousin de Jean-François Regnard, Hippolyte Minier est issu d'une ancienne et riche famille protestante d'Anjou ruinée une première fois des conditions imposées par la révocation de l'édit de Nantes puis par la Révolution. Son père, ancien officier, las de la vie militaire, se reconvertit dans le commerce. Ses études se résument à l'école primaire qu'il quitte à 12 ans pour travailler dans l'entreprise familiale. Très tôt, il se découvre une passion pour la littérature et étudie en autodidacte le soir après ses obligations professionnelles. Il profite alors de la présence d'un prêtre espagnol, ami de son père, pour apprendre la langue de Cervantes, et s'essaye, pour commencer dans le monde de la littérature, à la traduction d'une comédie espagnole. La traduction est jugée acceptable. Plus tard, il apprendra le latin.
En 1829, il publie ses premières poésies, Fables et Chansons, dans un recueil local intitulé l’Album d'Aquitaine. Il n'a alors que 16 ans. La critique est sévère mais le jeune Hippolyte ne se décourage pas. Il continue à publier, cette fois dans La Revue de la Gironde, des poèmes qui attirent de plus en plus l'attention du public. Mais c'est par la parution en 1839 du recueil Légendes bordelaises et traditions poétiques qu'il se fait connaître du grand public Girondin. Il peut enfin se consacrer plus exclusivement à la littérature et abandonne définitivement le commerce.
Constatant la mesquinerie et la petitesse des hommes, Hippolyte Minier verse peu à peu dans le poème satirique. En 1856 paraît Mœurs et Travers, dont le retentissement se fera jusqu'à Paris, grâce aux éloges de l'éminent critique du moment, Jules Janin. Sa réputation est faite et, dès lors, aucun évènement artistique à Bordeaux ne peut se dérouler sans le talent poétique de Minier.
À partir des années 1860, il se consacre plus particulièrement à l'élaboration d'une œuvre théâtrale de pièces en vers assez conséquente. Il travaillera entre autres avec la comédienne Brigide Daynes-Grassot, idolâtrée par le public bordelais.
Membre de l’Académie des sciences, belles-lettres et arts de Bordeaux en 1854, il en est promu président en 1888. Il a écrit, en collaboration avec Jules Delpit, une Étude sur le théâtre à Bordeaux.
Une rue de Bordeaux porte son nom. Il repose au cimetière de la Chartreuse.

## Différends
À l’occasion de la mort du compositeur Halévy en 1862, une pièce en vers de Minier devait être lue au Grand-Théâtre de Bordeaux. La quatrième strophe du poème, ode en hommage à l'opéra la Juive, se présentait ainsi :
À toi qui fis chanter cette Odette si grande

Dans un drame héroïque écrit avec fierté,

Où l'on voit que jamais la France ne marchande

Quand il faut par du sang payer sa liberté !
Ce quatrain, qui déplaisait fort au secrétaire général de la préfecture, ne devait pas être lu sous peine d'interdire la lecture du poème en entier. Tollé général, Minier s'insurge, la presse s'empare de l'affaire. Devant tant de passion, la préfecture recule et retire sa plainte. La strophe finalement fut bissée à la représentation et le zélé fonctionnaire déplacé.
En 1864, le préfet très controversé de la Gironde, Grossin de Bouville, chercha à faire interdire la représentation de la comédie en vers, Le Legs du Colonel, mais les admirateurs de Minier défendirent la pièce avec une telle force que le préfet, qui sera plus tard destitué de son poste pour escroquerie, préféra revenir à de meilleurs sentiments.

## Œuvres

### Poésie
- Fables et Chansons, dans Album d'Aquitaine, 1829.
- Mœurs et travers, poésies satiriques, Bordeaux, Chaumas-Gayet, 1856.
- Mes souvenirs, poésie, Nantes, V. Forest et E. Grimaud, 1882.

### Théâtre
- Jérôme Cassolard, comédie en 2 actes et en vers. [Bordeaux, Théâtre-Français, 29 avril 1863.], Bordeaux, G. Gounouilhou, 1863.
- Le Legs du colonel, comédie en 3 actes et en vers. [Bordeaux, Français, 16 février 1864.], Bordeaux, G. Gounouilhou, 1864.
- Molière à Bordeaux, comédie épisodique en deux actes et en vers, Bordeaux, Théâtre-Français, 14 janvier 1865, Bordeaux, G. Gounouilhou, 1865 lire en ligne sur Gallica.
- Le Boucher Dureteste, ou Bordeaux en 1653 : drame épisodique en 5 actes et 7 tableaux ; précédé de la Taverne du Chapeau-Rouge [Bordeaux, Français, 27 décembre 1865.],  Représenté pour la première fois sur le Théâtre-Français de Bordeaux, le 27 décembre 1865, Bordeaux, G. Gounouilhou, 1866 lire en ligne sur Gallica.
- Mon programme, ou l'Esprit bordelais, prologue d'ouverture en 1 acte et en vers [Bordeaux, Théâtre-Français, le 2 juin 1866.], Bordeaux, Féret, 1866.
- Le songe de Molière, Représenté, pour la première fois, sur le Théâtre-Français de Bordeaux, le 21 mai 1867, édition : Bordeaux, Féret, 1867 lire en ligne sur Gallica.
- Qui a bu boira, proverbe en 1 acte, en vers. [Bordeaux, Théâtre-Français, 31 janvier 1867.], Bordeaux, G. Gounouilhou, 1867
- Bordeaux après dîner, (pièce d'inauguration au théâtre Louit, 1er septembre 1868). Bordeaux, de G. Gounouilhou, 1869.
- Cent ans après, à propos en 1 acte et en vers… suivi d'un hymne à la mémoire de Louis. Musique de William Chaumet. [Bordeaux, Grand-Théâtre, 7 avril 1880.], Bordeaux, A. Picot, 1880.
- La Victoire d'une mère, comédie en 1 acte, Bordeaux, G. Gounouilhou, 1890.

### Autres
- L'Académie et la Bibliothèque : dialogue fantaisiste, Bordeaux, G. Gounouilhou, 1889, 16 p., in-8º (OCLC 457927943).
- avec Jules Delpit, Le Théâtre à Bordeaux, Bordeaux, P. Chollet, 1883, 106 p. (OCLC 19884168, lire en ligne).